# Lijst van voetbalinterlands Antigua en Barbuda - Guyana
Deze lijst van voetbalinterlands is een overzicht van alle officiële voetbalwedstrijden tussen de nationale teams van Antigua en Barbuda en Guyana. De landen speelden tot op heden twaalf keer tegen elkaar. De eerste ontmoeting was een kwalificatiewedstrijd voor de Caribbean Cup 1998 op 16 april 1998 in Saint John's. Het laatste duel, een groepswedstrijd tijdens de CONCACAF Nations League 2023/24, vond plaats in Santo Domingo (Dominicaanse Republiek) op 21 november 2023.

## Wedstrijden
| №  | Plaats         | Datum             | Competitie                      | Wedstrijd                   | Uitslag |
| -- | -------------- | ----------------- | ------------------------------- | --------------------------- | ------- |
| 1  | Saint John's   | 16 april 1998     | Caribbean Cup 1998 kwalificatie | Antigua en Barbuda − Guyana | 2 − 2   |
| 2  | Linden         | 24 februari 2006  | Vriendschappelijk               | Guyana − Antigua en Barbuda | 2 − 1   |
| 3  | Georgetown     | 26 februari 2006  | Vriendschappelijk               | Guyana − Antigua en Barbuda | 4 − 1   |
| 4  | Georgetown     | 24 november 2006  | Caribbean Cup 2007 kwalificatie | Guyana − Antigua en Barbuda | 6 − 0   |
| 5  | Saint John's   | 21 september 2008 | Vriendschappelijk               | Antigua en Barbuda − Guyana | 3 − 0   |
| 6  | Macoya         | 7 november 2008   | Caribbean Cup 2008 kwalificatie | Antigua en Barbuda − Guyana | 2 − 1   |
| 7  | Paramaribo     | 3 juni 2009       | Vriendschappelijk               | Antigua en Barbuda − Guyana | 2 − 1   |
| 8  | Rivière-Pilote | 29 november 2010  | Caribbean Cup 2010              | Antigua en Barbuda − Guyana | 1 − 0   |
| 9  | Saint John's   | 10 oktober 2019   | CONCACAF Nations League 2019/20 | Antigua en Barbuda − Guyana | 2 − 1   |
| 10 | Leonora        | 14 oktober 2019   | CONCACAF Nations League 2019/20 | Guyana − Antigua en Barbuda | 5 − 1   |
| 11 | Saint John's   | 9 september 2023  | CONCACAF Nations League 2023/24 | Antigua en Barbuda − Guyana | 1 − 5   |
| 12 | Santo Domingo  | 21 november 2023  | CONCACAF Nations League 2023/24 | Guyana − Antigua en Barbuda | 6 − 0   |

## Samenvatting
| Competitie                 | Totaal gespeeld | Winst Antig. en Barb. | Gelijk | Winst Guyana | Doelsaldo Antig. en Barb. – Guyana |
| -------------------------- | --------------- | --------------------- | ------ | ------------ | ---------------------------------- |
| CONCACAF Nations League    | 4               | 1                     | 0      | 3            | 4 − 17                             |
| Caribbean Cup              | 1               | 1                     | 0      | 0            | 1 − 0                              |
| Caribbean Cup-kwalificatie | 3               | 1                     | 1      | 1            | 4 − 9                              |
| Vriendschappelijk          | 4               | 2                     | 0      | 2            | 7 − 8                              |
| Totaal                     | 12              | 5                     | 1      | 6            | 16 − 34                            |

Wedstrijden bepaald door strafschoppen worden, in lijn met de FIFA, als een gelijkspel gerekend.